# 26 août dans les chemins de fer
26 juillet 26 septembre
Chronologies thématiques
- Croisades
- Sports
- Disney

Cette page concerne les événements qui se sont déroulés un 26 août dans les chemins de fer.

## Événements

### XXesiècle
- 1929. Canada : pour la première fois, la compagnie Canadian National utilise la traction diesel pour du trafic voyageurs, en l'occurrence sur la ligne Montréal-Toronto.